# Tỉnh ca tỉnh Omsk
Tỉnh ca tỉnh Omsk (tiếng Nga: Гимн Омской Области, Gimn Omskoi Oblasti) là tỉnh ca của tỉnh Omsk, một chủ thể liên bang của Nga, và là một trong những biểu tượng chính thức của tỉnh này. Nó được sáng tác bởi Vladimir Balachan và phổ nhạc bởi Tikhon Khrenikov.

## Lời
| Tiếng Nga (ký tự Cyrill) | Latinh hóa | Tiếng Việt |
| --- | --- | --- |
| Сибирь - наша родина. Как много с ней пройдено! От храбрых дружин Ермака Народ нашей области Отвагой и доблестью Прославил свой край на века. Припев: Земля наша Омская, В трудах и любви Вместе с Отечеством Достойно живи! Святыни духовные, Богатства огромные - Для каждой судьбы и семьи. От хлебного колоса До звездного космоса – Могущество омской земли. Припев | Sibirʹ - nasha rodina. Kak mnogo s ney proydeno! Ot khrabrykh druzhin Yermaka Narod nashey oblasti Otvagoy i doblestʹyu Proslavil svoy kray na veka. Pripev: Zemlya nasha Omskaya, V trudakh i lyubvi Vmeste s Otechestvom Dostoyno zhivi! Svyatyni dukhovnyye, Bogat·stva ogromnyye - Dlya kazhdoy sudʹby i semʹi. Ot khlebnogo kolosa Do zvezdnogo kosmosa – Mogushchestvo omskoy zemli. Pripev | Siberia là quê hương của chúng ta. Người đã trải qua bao nhiêu! Từ những phi đội dũng cảm của Yermak, Người dân trong khu vực của chúng ta, Với lòng can đảm và dũng cảm, Đã mang lại danh tiếng cho khu vực của chúng ta trong nhiều thế kỷ. Điệp khúc: Vùng đất Omsk của chúng ta, Trong tình yêu và lao động, Cùng với Tổ quốc, Sống tiếp, xứng đáng! Đền thờ của tâm linh, Và sự giàu có rộng lớn - Vì số phận của tất cả, và mỗi gia đình. Từ tai lúa mì Đến vũ trụ đầy sao - Sức mạnh của vùng đất Omsk. Điệp khúc |